# Fred Diamond
Fred Irwin Diamond (* 19. November 1964) ist ein US-amerikanischer Mathematiker. Sein Forschungsschwerpunkt liegt auf Modulformen und Galois-Darstellungen.
Diamond studierte an der University of Michigan (Bachelorabschluss 1983) und promovierte 1988 bei Andrew Wiles an der Princeton University (On congruence modules associated to {\displaystyle \Lambda }-adic forms). Als Post-Doktorand war er an der Ohio State University. 1990 bis 1994 war er Ritt Assistant Professor an der Columbia University, 1994 bis 1996 forschte er an der Universität Cambridge und 1996/97 war er Lecturer am Massachusetts Institute of Technology. 1997 wurde er Associate Professor an der Rutgers University und 1999 an der Brandeis University, an der er 2002 Professor wurde. Er ist Professor am King’s College London.
Er war Gastwissenschaftler am Institute for Advanced Study (1994, 1995), in Harvard, am MIT und der Universität Paris VII und Universität Paris-Süd.
Diamond hat zusammen mit Christophe Breuil, Brian Conrad und Richard Taylor einen Beweis für die vollständige Taniyama-Shimura-Vermutung erarbeitet und damit die Arbeiten von Andrew Wiles und Richard Taylor, die ausreichend waren, um Fermats letzten Satz zu beweisen, verallgemeinert.
Ab 1999 war er Herausgeber von Manuscripta Mathematica.

## Schriften
- mit Jerry Shurman: A first course in modular forms (= Graduate Texts in Mathematics 228). Springer, New York NY 2005, ISBN 0-387-23229-X.